# Kvisljungeby
Kvisljungeby är en bebyggelse på Hisingen i Göteborgs kommun i Västra Götalands län. Orten avgränsades före 2015 till en separat tätort för att därefter räknas som en del av tätorten Torslanda.

## Befolkningsutveckling
| Befolkningsutvecklingen i Kvisljungeby 1990–2010          | Befolkningsutvecklingen i Kvisljungeby 1990–2010 | Befolkningsutvecklingen i Kvisljungeby 1990–2010 | Befolkningsutvecklingen i Kvisljungeby 1990–2010 | Befolkningsutvecklingen i Kvisljungeby 1990–2010 |
| --------------------------------------------------------- | ------------------------------------------------ | ------------------------------------------------ | ------------------------------------------------ | ------------------------------------------------ |
|                                                           |                                                  |                                                  |                                                  |                                                  |
| År                                                        |                                                  |                                                  | Folkmängd                                        | Areal (ha)                                       |
| 1990                                                      | 1990                                             |                                                  | 277                                              | 37                                               |
| 1995                                                      | 1995                                             |                                                  | 303                                              | 37                                               |
| 2000                                                      | 2000                                             |                                                  | 519                                              | 39                                               |
| 2005                                                      | 2005                                             |                                                  | 586                                              | 40                                               |
| 2010                                                      | 2010                                             |                                                  | 639                                              | 44                                               |
| Anm.: Ny tätort 1990. Gått upp i tätorten Torslanda 2015. |                                                  |                                                  |                                                  |                                                  |